# Universalisme (filosofie)
Universalisme of absolutisme is het idee dat feiten algemeen geldend zijn. Aan de andere kant van het spectrum stelt het relativisme dat feiten beoordeeld moeten worden vanuit hun context of vanuit een zeker perspectief. Universalisme heeft een basis in het monisme aangezien het stelt dat een feit slechts een hoedanigheid kent.
Zoals natuurwetten algemeen geldend zijn, moeten er ook binnen een sociaal systeem enige algemeen geldende waarden, normen en gedragingen zijn om te kunnen functioneren. Volgens het universalisme zijn er waarden en normen die ook buiten de eigen groep geldig zijn. 
Binnen het recht gaat het natuurrecht er vanuit dat er een universeel geldend van nature gegeven recht is, terwijl het positieve recht de werkelijk geldende wetgeving beschrijft. Het idee van een natuurrecht was invloedrijk ten tijde van de verlichting zoals in de Verklaring van de rechten van de mens en de burger die in 1789 tijdens de Franse Revolutie werd uitgevaardigd, maar komt ook terug in de Universele Verklaring van de Rechten van de Mens uit 1948. 
De ethiek of moraalfilosofie kent een onderscheid tussen enerzijds moreel universalisme en anderzijds moreel relativisme. Onder meer het utilitarisme, het ethisch intuïtionisme, het ethisch naturalisme en het contractualisme gaan uit van universalisme. Dit heeft echter al een lange geschiedenis vanaf het metafysische realisme en het essentialisme tegenover het nominalisme.
Cultuuruniversalisme stelt dat de waarden en normen van culturen niet alleen onderling vergeleken kunnen worden, maar dat ook vastgesteld kan worden welke cultuur superieur is. Het cultuurrelativisme stelt juist dat de overtuigingen en gebruiken van een cultuur alleen vanuit die cultuur zelf beoordeeld kunnen worden.